# Дойли, Ллойд
Ллойд Колин Дойли (англ. Lloyd Colin Doyley; родился 1 декабря 1982, Уайтчепел, Англия) — ямайский футболист, защитник клуба «Биллерики Таун».

## Клубная карьера
Дойли выпускник футбольной академии «Уотфорда». За основной состав дебютировал 26 сентября 2001 года в домашнем матче с «Бирмингемом». Всего в сезоне 2001/02 Дойли провёл 22 игры, так как главный тренер «Уотфорда» Джанлука Виалли позволял молодым игрокам получать игровую практику и регулярно выпускал их на поле.
В сезоне 2004/05 Дойли стал постоянным игроком основного состава, вместе с «Уотфордом» добравшись до полуфинала Кубка лиги. В сезоне 2005/06 Ллойд был важной частью команды, которая по итогам сезона заняла третье место в Чемпионшипе и получила право сыграть в плей-офф. Дойли принял участие во всех трёх матчах плей-офф, завершившегося победой над «Лидсом» и выходом «Уотфорда» в Премьер-лигу. В сезоне 2006/07 Ллойд провёл 21 матч и вылетел вместе с клубом в Чемпионшип.
Первый мяч за «Уотфорд» Дойли забил в своей 269 игре, 7 декабря 2009 года в игре против КПР, спустя более 8 лет после своего дебюта за клуб. Спустя почти 3 года Ллойд забил свой второй гол в карьере в ворота «Болтона».
8 февраля 2013 года Дойли провёл свой 350-й матч за «Уотфорд». 27 июня 2013 года Ллойд продлил контракт с клубом ещё на один год.

## Карьера в сборной
В марте 2013 Дойли получил вызов в сборную Ямайки, за которую дебютировал 27 марта 2013, отыграв весь матч против сборной Коста-Рики. Следующий матч отборочного цикла к Чемпионату мира 2014 против Панамы Ллойд провёл на скамейке запасных.